# Minami-ke
Minami-ke (みなみけ? lett. "La famiglia Minami") è un manga scritto e disegnato da Coharu Sakuraba nel 2004, anno in cui iniziò la sua pubblicazione sulla rivista giapponese Young Magazine della Kōdansha. I singoli capitoli sono poi pubblicati periodicamente in volumi formato tankōbon.
Nel 2007 il manga è stato trasposto in un'omonima serie anime, curata dallo studio Daume e della durata di 13 episodi, trasmessa tra l'ottobre e il dicembre dello stesso anno. La produzione animata rispecchia i primi due volumi cartacei. A partire dal gennaio 2008 è iniziata in patria una seconda serie, intitolata Minami-ke: Okawari (みなみけ〜おかわり〜?, La famiglia Minami: secondo), la cui produzione venne affidata ad un differente studio, Asread, con un conseguente cambio di stile, nonostante siano rimasti inalterati i doppiatori dei personaggi. Anche questa serie consta di 13 episodi, trasmessi tra gennaio e marzo dello stesso anno. Essa racconta le vicissitudini delle tre ragazze della famiglia Minami presenti in originale nel terzo e quarto tankōbon.

## Trama
Il manga tratta della storia di tre sorelle, Chiaki, Kana e Haruka, illustrando la loro vita tra situazioni casalinghe e scolastiche. La storia viene nel corso dei capitoli riempita con l'aggiunta di vari personaggi, tra i molti compagni di classe e i familiari delle ragazze.

## Manga
Minami-ke è ideato e disegnato da Coharu Sakuraba. Viene pubblicato nello Young Magazine dal 2004 da parte della Kōdansha. Fino all'ottobre 2019, sono stati messi in vendita diciannove volumi della serie, con oltre 356 capitoli pubblicati. Dei volumi 2, 3 dal 5 all'11, 13 e 15, oltre la tradizionale versione, è stata pubblicata anche una versione in edizione limitata, con varie tavole aggiuntive e interviste all'autore.

### Volumi
| Nº | Data di prima pubblicazione                                   | Data di prima pubblicazione                                                 | Data di prima pubblicazione |
| Nº | Giapponese                                                    | Giapponese                                                                  |                             |
| -- | ------------------------------------------------------------- | --------------------------------------------------------------------------- | --------------------------- |
| 1  | 3 novembre 2004                                               | ISBN 4-06-361286-4                                                          |                             |
| 2  | 2 novembre 2005 (ed. regolare) 4 novembre 2005 (ed. limitata) | ISBN 4-06-361377-1 (ed. regolare) ISBN 4-06-362048-4 (ed. limitata)         |                             |
| 3  | 6 novembre 2006                                               | ISBN 4-06-361484-0 (ed. regolare) ISBN 4-06-362069-7 (ed. limitata)         |                             |
| 4  | 6 settembre 2007                                              | ISBN 4-06-361593-6                                                          |                             |
| 5  | 17 marzo 2008                                                 | ISBN 978-4-06-361653-8 (ed. regolare) ISBN 978-4-06-362108-2 (ed. limitata) |                             |
| 6  | 23 giugno 2009                                                | ISBN 978-4-06-361795-5 (ed. regolare) ISBN 978-4-06-937297-1 (ed. limitata) |                             |
| 7  | 6 luglio 2010                                                 | ISBN 978-4-06-361901-0 (ed. regolare) ISBN 978-4-06-362164-8 (ed. limitata) |                             |
| 8  | 4 marzo 2011                                                  | ISBN 978-4-06-382006-5 (ed. regolare) ISBN 978-4-06-358343-4 (ed. limitata) |                             |
| 9  | 4 novembre 2011                                               | ISBN 978-4-06-382097-3 (ed. regolare) ISBN 978-4-06-358363-2 (ed. limitata) |                             |
| 10 | 5 ottobre 2012                                                | ISBN 978-4-06-382225-0 (ed. regolare) ISBN 978-4-06-358406-6 (ed. limitata) |                             |
| 11 | 6 agosto 2013                                                 | ISBN 978-4-06-382337-0 (ed. regolare) ISBN 978-4-06-358457-8 (ed. limitata) |                             |
| 12 | 6 agosto 2014                                                 | ISBN 978-4-06-382337-0                                                      |                             |
| 13 | 1º maggio 2015                                                | ISBN 978-4-06-358776-0 (ed. regolare) ISBN 978-4-06-358776-0 (ed. limitata) |                             |
| 14 | 4 marzo 2016                                                  | ISBN 978-4-06-382744-6                                                      |                             |
| 15 | 5 agosto 2016                                                 | ISBN 978-4-06-382830-6 (ed. regolare) ISBN 978-4-06-358823-1 (ed. limitata) |                             |
| 16 | 6 giugno 2017                                                 | ISBN 978-4-06-382978-5                                                      |                             |
| 17 | 6 giugno 2018                                                 | ISBN 978-4-06-511644-9                                                      |                             |
| 18 | 5 aprile 2019                                                 | ISBN 978-4-06-515198-3                                                      |                             |
| 19 | 4 ottobre 2019                                                | ISBN 978-4-06-517292-6                                                      |                             |

### Fanbook
| Nº | Titolo italiano Giapponese 「Kanji」 - Rōmaji                                                                                  | Data di prima pubblicazione           | Data di prima pubblicazione |
| Nº | Titolo italiano Giapponese 「Kanji」 - Rōmaji                                                                                  | Giapponese                            |                             |
| 1  | Minami-ke + Kyo no Gononi Character Fanbook 「みなみけ+今日の5の2 キャラファンBOOK」 - Minami-ke + Kyō no 5 no 2 Kyara Fanbook | 6 novembre 2006 ISBN 4-06-372190-6    |                             |
| 2  | TV ANIMATION Minami-ke Fanbook 「TV ANIMATION みなみけふぁんぶっく」 - TV Animation Minami-ke Fanbukku                         | 4 gennaio 2008 ISBN 978-4-06-375426-1 |                             |

## Anime
Al 2008 Minami-ke è stato adattato in anime due volte, da due studi di animazione differenti. Il primo, prodotto col titolo originale della serie, è stato prodotto dallo studio Daume e venne trasmesso dalla TV Tokyo dal 7 ottobre 2007. Le sigle di apertura e chiusura sono Keikenchi Jōshōchū (経験値上昇中☆? lett. "Aumentare il valore dell'esperienza") e Colorful Days (カラフルDAYS?, Karafuru Days), cantate da Rina Satō, Marina Inoue e Minori Chihara.
Al termine della prima stagione, ne è iniziata una seconda, dal 6 gennaio 2008, prodotta dallo studio Asread con il titolo Minami-ke: Okawari. Le sigle di apertura e chiusura sono rispettivamente Kokoro no tsubasa (ココロノツバサ? lett. "Ali del cuore") e Sono koe ga kiki takute (その声が聞きたくて? lett. "Sento quella voce"), cantata da Rina Satō, Marina Inoue e Minori Chihara.